# Bere und Mosebach südwestlich Stiege
Bere und Mosebach südwestlich Stiege bezeichnet ein FFH-Gebiet in der Stadt Oberharz am Brocken im Landkreis Harz in Sachsen-Anhalt.

## Allgemeines
Das FFH-Gebiet ist rund 35 Hektar groß. Es besteht aus einem circa 27 Hektar großen flächenhaften Teil und weiteren linienhaften Teilen mit einer Gesamtlänge von circa neun Kilometern. Es grenzt an das FFH-Gebiet „Beretal mit Seitentälern“ auf dem Gebiet des Landes Thüringen sowie – unterbrochen von der Bundesstraße 81 – an das FFH-Gebiet „Radeweg bei Hasselfelde“. Es überlagert sich mit dem Landschaftsschutzgebiet „Harz und nördliches Harzvorland“. Das FFH-Gebiet ist durch die Landesverordnung zur Unterschutzstellung der Natura 2000-Gebiete im Land Sachsen-Anhalt (N2000-LVO LSA) seit dem 21. Dezember 2018 rechtlich gesichert. Zuständige untere Naturschutzbehörde ist der Landkreis Harz.

## Beschreibung
Das FFH-Gebiet liegt im Mittelharz im Naturpark Harz/Sachsen-Anhalt an der Grenze der Bundesländer Sachsen-Anhalt und Thüringen. Es umfasst den auf dem Gebiet von Sachsen-Anhalt liegenden Teil des Gewässerlaufs der Bere, den Gewässerlauf des der Bere zufließenden Mosebachs mit daran angrenzenden Bereichen sowie einen Abschnitt des Tiefenbachs entlang der Bundesstraße 81. Die Bäche fließen überwiegend durch bewaldete Gebiete, so dass infolge der Beschattung Wasservegetation nur abschnittsweise ausgebildet ist. Als typische Arten sind Schmalblättriger Merk, Sumpfwasserstern und Bachbunge zu finden. Abschnittsweise sind bachbegleitende feuchte Hochstaudenfluren aus Waldziest, Großem Hexenkraut, Sumpfstorchschnabel, Echtem Mädesüß, Sumpfschafgarbe, Behaartem Kälberkropf, Wasserminze, Weißer Pestwurz, Rohrglanzgras, Schlangenknöterich und Waldhainsimse ausgebildet.
Am Mosebach gibt es einige aufgelassene Wiesen mit Resten einer typischen Bergwiesenvegetation. Kleinflächig sind auch Borstgrasrasen ausgebildet. Hier siedeln unter anderem Bärwurz, Arnika, Waldläusekraut, Breitblättriges Knabenkraut und Fuchs’ Knabenkraut. Bachnahe Bereiche sind versumpft. Hier siedeln unter anderem Sumpfblutauge, Teufelsabbiss und Bachbunge. Der Teufelsabbiss ist Futterpflanze für die Raupen des Goldenen Scheckenfalters.
Die Bäche beherbergen unter anderem Groppe, Bachforelle und Bachneunauge. Im FFH-Gebiet sind weiterhin Springfrosch, Bergmolch und Fadenmolch ebenso heimisch wie Wasseramsel und Gebirgsstelze. Der Schwarzstorch nutzt das Gebiet als Nahrungshabitat. Weiterhin ist das Gebiet Nahrungshabitat für die Fledermausarten Mopsfledermaus, Braunes Langohr, Großer Abendsegler, Fransenfledermaus, Wasserfledermaus und Zwergfledermaus.